# 1696 w literaturze
Wydarzenia literackie w 1696 roku.

## Nowe poezje
- Nahum Tate, Miscellanea Sacra; or, Poems on Divine & Moral Subjects

## Zmarli
- Wacław Potocki, polski poeta